# Tradiční regiony Slovenska

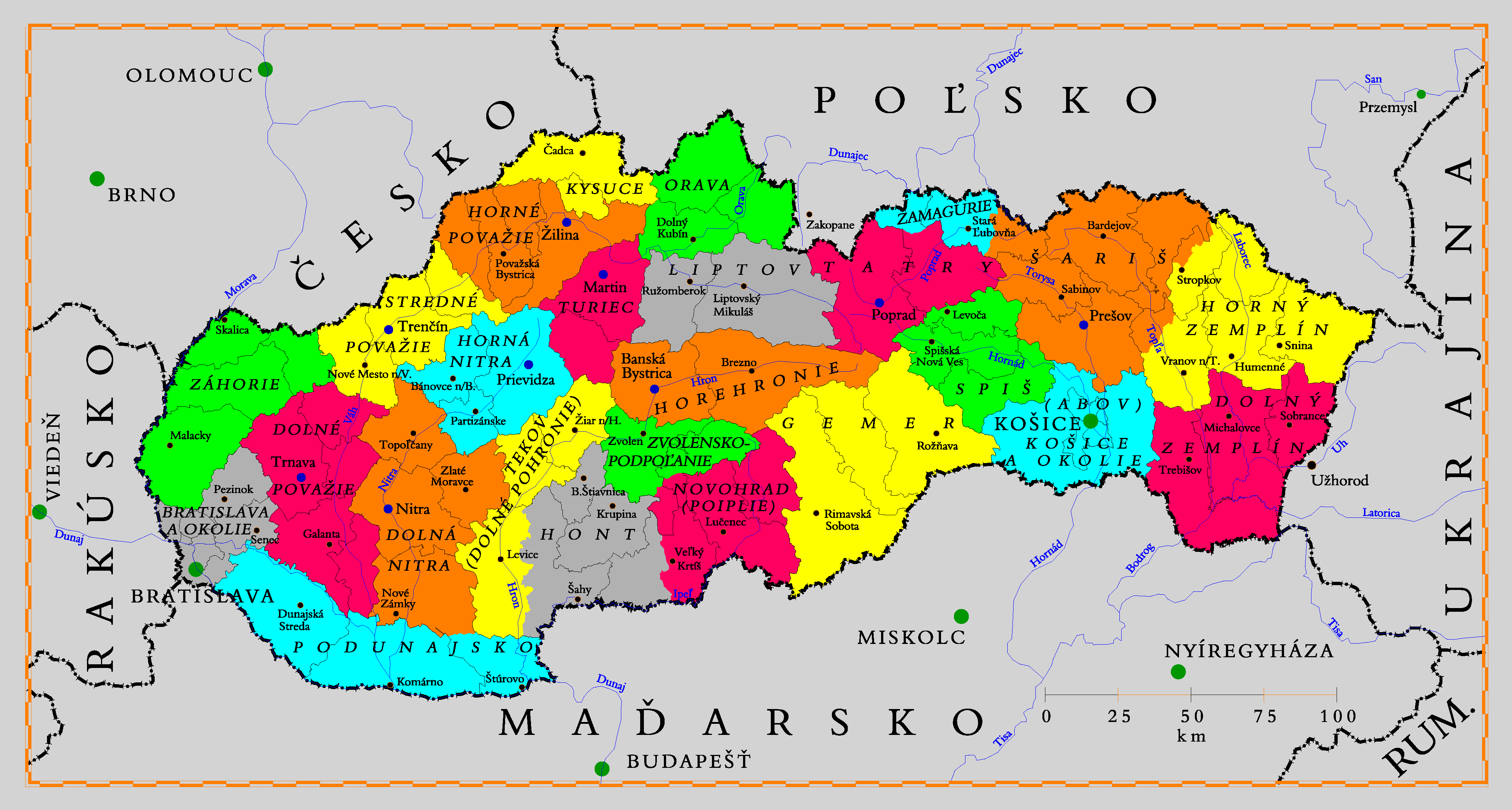
Příklad neoficiálních tradičních regionů Slovenska

Regiony jsou tradiční ucelené oblasti Slovenska. Jde pouze o neoficiální a téměř nedefinovatelné útvary (přesně definované jsou pouze regiony cestovního ruchu, které jsou s nimi zčásti totožné).

## Typické tradiční regiony Slovenska

### Bývalé uherské župy
Bývalé uherské župy, jejichž celé území dnes leží na Slovensku:
- Nitranská župa
- Tekovská župa
- Trenčínská župa
- Turčianská župa
- Liptovská župa
- Zvolenská župa
- Šarišská župa

Jiné uherské župy na Slovensku:
- Oravská župa
- Spišská župa
- Mošonská župa
- Bratislavská župa
- Gemer
- Malohont (celé historické území leží na Slovensku)
- Rábská župa
- Komárňanská župa
- Ostrihomská župa
- Hontianská župa
- Novohradská župa
- Abov
- Turňa
- Zemplínská župa
- Užská župa

### Jiné tradiční regiony
- Kopanice
- Kysuce
- Záhoří
- Podpoľanie
- Zamagurie

### (Podle názvu) jiné regiony, které jsou v současnosti oficiálními regiony cestovního ruchu
- Dolní Pováží
- Střední Pováží
- Severní Pováží
- Horní Nitra
- Horehronie
- Pohronie
- Poiplie
- Tatry
- Košice (přibližně odpovídá Abovu)
- Horní Zemplín
- Dolný Zemplín
- Turiec

## Původ názvů
Jejich názvy mají pouze v ojedinělých případech (pokud vůbec) vztah k úřednímu členění Slovenska. Názvy a hranice mohou být navázány na:
- Jméno pohoří (Zamagurie)
- Názvy řek (např. Podunajsko)
- Názvy měst či hradů (Nitra, Spiš)
- Názvy původních žup (Hont, Liptov, Orava, a jiné), jejichž názvy však byly odvozeny od původních sídelních hradů